# Juan Duns Scoto
Juan Duns Escoto (en latín: Ioannes Duns Scotus —“oriundo de Duns, escocés”—; Duns, 1266-Colonia, 8 de noviembre de 1308) fue un teólogo, filósofo y sacerdote católico escocés perteneciente a la escolástica. Ingresó en la orden franciscana y estudió en Cambridge, Oxford y París; fue profesor en estas dos últimas universidades.
Fue uno de los tres filósofos-teólogos más importantes de la Europa occidental de la Baja Edad Media, junto con Tomás de Aquino y Guillermo de Ockham. Fue muy crítico con este primero debido a la disputa entre dominicos con los franciscanos por su mezcla de platonismo (a través de San Agustín) en su filosofía. También desarrolló un argumento complejo a favor de la existencia de Dios, defendió la univocidad del ser, el voluntarismo, la revelación como fuente del conocimiento, la Inmaculada Concepción de María y la autoridad de la Iglesia. Escoto ha tenido una influencia considerable tanto en el pensamiento católico como en el secular. La sutileza de sus análisis le valió el sobrenombre de Doctor Sutil (Doctor Subtilis). En 20 de marzo de 1993, el papa Juan Pablo II confirmó su culto como beato.

## Biografía

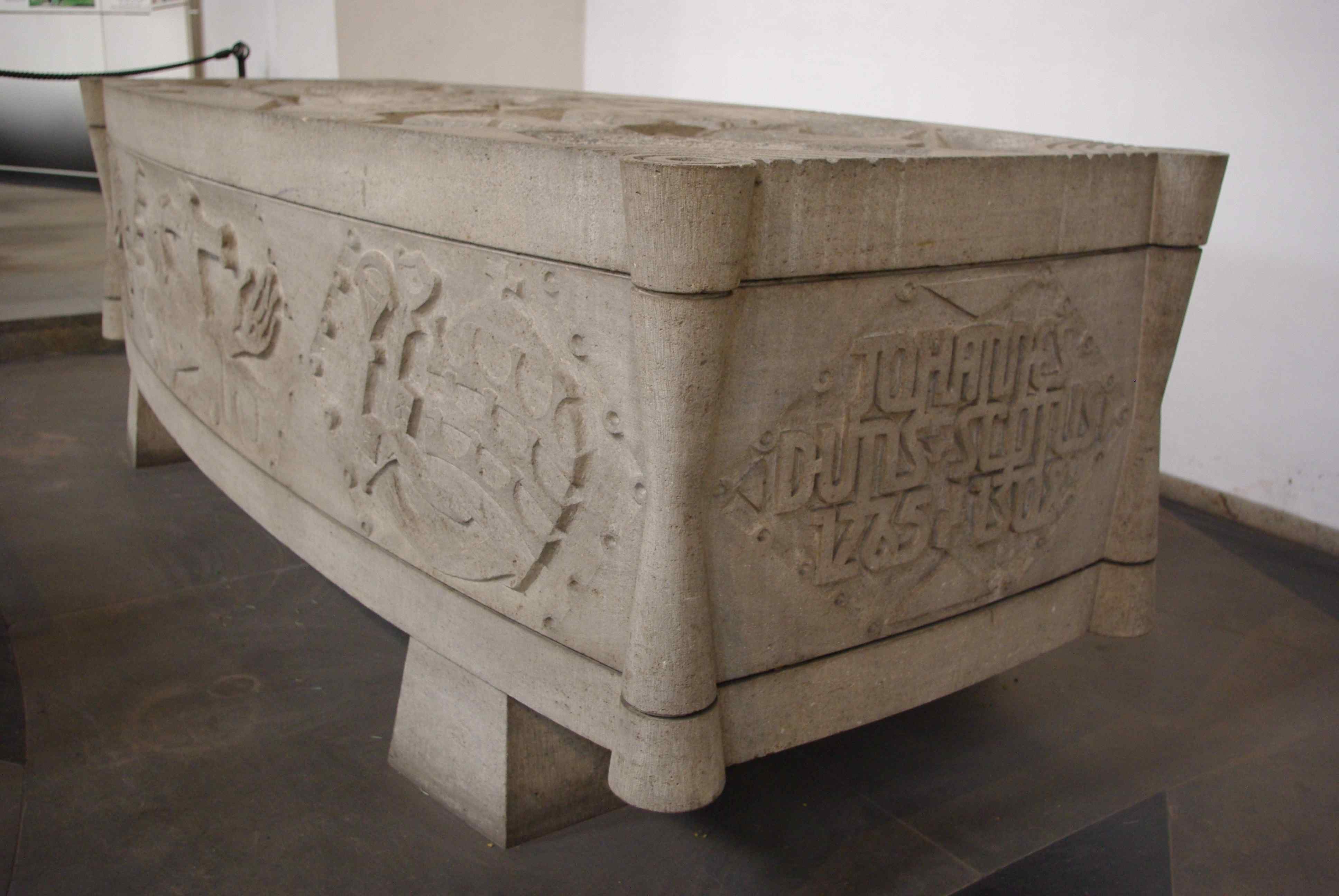
Tumba de Juan Duns Scoto en la Minoritenkirche (iglesia de los frailes menores conventuales), Colonia (Alemania)

Juan Duns Escoto, como indica su nombre, nació en Escocia en 1266. Se integró a la comunidad de frailes franciscanos de Dumfries en el año 1279. Fue ordenado sacerdote el 17 de marzo de 1291. Completó Filosofía y Letras en 1288 y estudió Teología en Oxford.
En ejercicio magisterial utilizó como texto Sententiae de Pedro Lombardo, obra que fue el manual de dogmática más importante de la época. Escribió apuntes sobre dicho libro. Como teólogo, defendió la humanidad de Cristo y preparó la base teológica para la proclamación del dogma de la Inmaculada Concepción.
En junio de 1301 lo enviaron a París como maestro. En 1303 debió salir de Francia por un conflicto entre el papa Bonifacio VIII y el rey Felipe IV de Francia. En 1305 vuelve a París. Es catedrático en 1306 y con un equipo de colaboradores produce Ordinatio, una edición oficial de su comentario a las Sentencias.  De nuevo se lo exilió de París en el año 1307 y viaja a Colonia para ser catedrático de la casa de estudios franciscana. Fallece el 8 de noviembre de 1308, dejando un Ordinatio inacabado.

## Filosofía

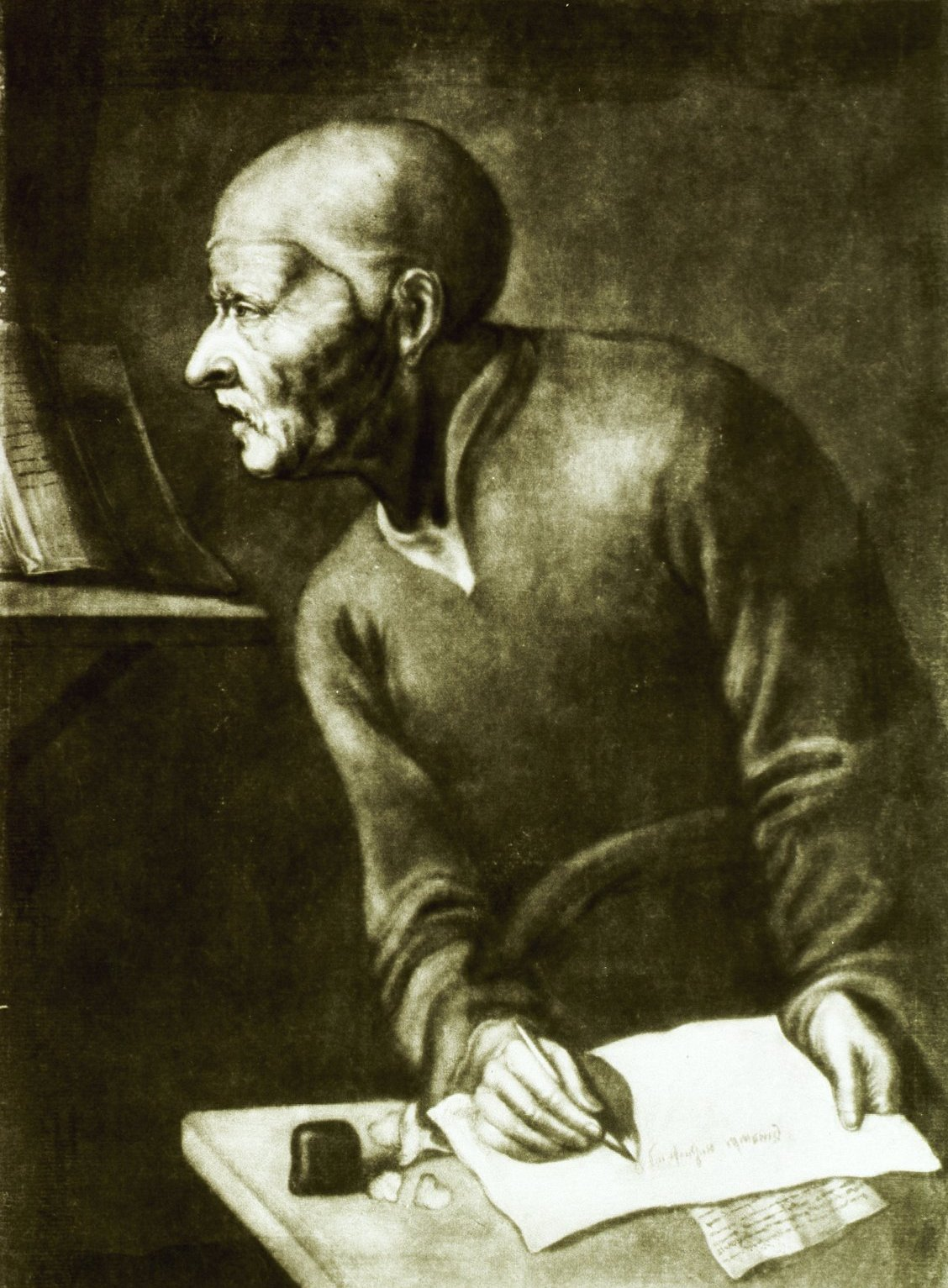
Juan Duns Escoto.

Entre sus obras destacan Ordinatio (Opus oxoniense) y Reportata parisiensa (Opus parisiense). Respecto a sus obras menores, la de mayor trascendencia es Tratado del Primer Principio. En ella, utilizando la aplicación de la lógica deductiva en el terreno metafísico, intenta demostrar la existencia de Dios y la de sus atributos fundamentales. Sus argumentos giran alrededor de las esencias, los inteligibles y el orden ontológico que se puede establecer entre ellos. Uno de los aspectos más interesantes es la agudeza con que demuestra que el Primer Principio (Primer Eficiente o Causa Incausada), por ser infinito, por su propia naturaleza, está dotado no solo de inteligencia, sino también de voluntad. Con lo cual la Creación no es un acto de necesidad metafísica, sino de plena libertad divina. La obra avanza "more geométrico", a partir de premisas y conclusiones iniciales que se van encadenando hasta el final para construir todo el edificio. Más adelante, Spinoza utilizará este modo de filosofar en su Ética.

### Realismo
Escoto generalmente se considera realista moderado (en oposición a nominalista) en el sentido de que trataba los universales como reales. Ataca una posición cercana a la que luego defendió Ockham, argumentando que las cosas tienen una naturaleza común, por ejemplo, la humanidad común a Sócrates, Platón y Plutarco.

### Univocidad del ser
Escoto siguió a Aristóteles al afirmar que el tema de la metafísica es el "ser en cuanto ser" (ens inquantum ens). El ser en general (ens in communi), como noción unívoca, era para él el primer objeto del intelecto. La doctrina de la "univocidad del ser" implica la negación de toda distinción real entre esencia y existencia. Tomás de Aquino había argumentado que en todo ser finito (es decir, todos excepto Dios) la esencia de una cosa es distinta de su existencia. Escoto rechazó la distinción. Escoto argumentó que no podemos concebir qué es ser algo sin concebirlo como existente. No debemos hacer ninguna distinción entre si una cosa existe (si est) y qué es (quid est), porque nunca sabemos si algo existe, a menos que tengamos algún concepto de lo que sabemos que existe. 
Por lo tanto, si el concepto de Dios es pensable y no contradictorio, es posible. Escoto dice que podemos llegar a un concepto relativamente simple de Dios, el concepto de "ser infinito". Pero en el caso de Dios, la posibilidad de su existencia implica la necesidad de su existencia, porque Dios es infinito. Este concepto puede parecer tan compuesto como "el bien más elevado" o la "primera causa", un ser que es infinito (ilimitado) como su forma intrínseca de existir. Por lo tanto, si es posible que exista, Dios existe necesariamente.
Aunque Escoto utilizó el argumento ontológico de San Anselmo, no lo aceptó como una prueba definitiva para la existencia de Dios, ya que los únicos argumentos demostrativos son a posteriori.

### Distinción formal
Al igual que otros filósofos realistas de la época (como Tomás de Aquino y Enrique de Gante), Escoto reconoció la necesidad de una distinción intermedia que no fuera meramente conceptual sino tampoco completamente real o dependiente de la mente. Escoto abogó por una distinción formal (distintio formalis a parte rei), que se mantiene entre entidades que son inseparables e indistintas en realidad pero cuyas definiciones no son idénticas. Por ejemplo, las propiedades personales de la Trinidad son formalmente distintas de la esencia Divina. De manera similar, la distinción entre el 'esto' o la haecceitas de una cosa es intermedia entre una distinción real y una conceptual. También hay una distinción formal entre los atributos divinos y los poderes del alma.

### Hilemorfismo

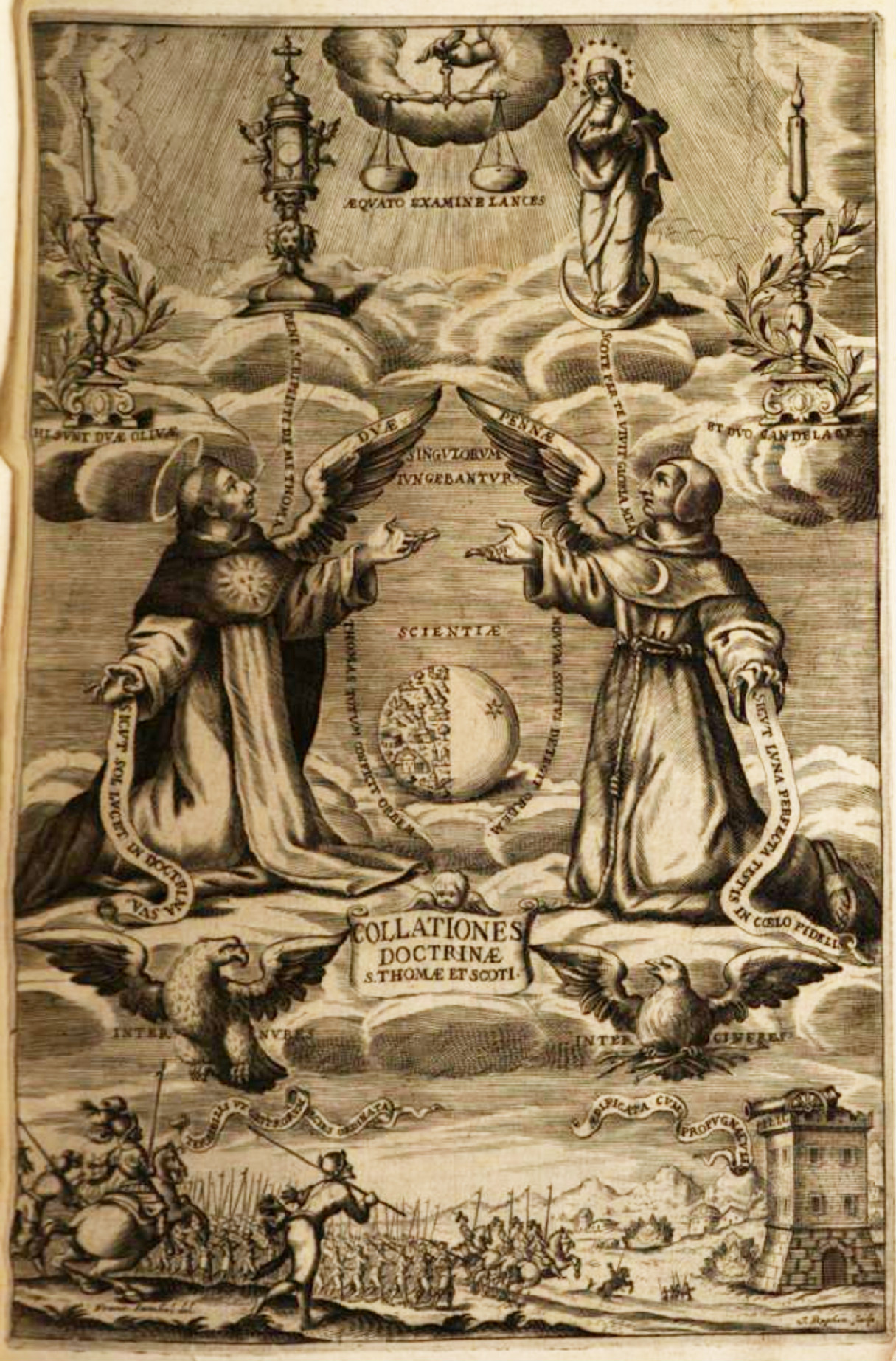
Representación de Duns Escoto y Tomás de Aquino por Jacopo Ruphon.

Teólogos como Duns Scoto y Tomás de Aquino desarrollaron aplicaciones cristianas del hilomorfismo de Aristóteles. Duns Escoto se opuso a la tesis de Aquino, donde la materia en sí misma es puramente potencial. Escoto afirma que la materia es un ente propio separable de la forma. Para Escoto, la materia primera es potencia subjetiva, “como una entidad positiva, que ha nacido para recibir el acto y es ente en potencia para todos los actos que puede recibir”. Esta doctrina se contrapone a la de Avicena, quien dice que materia y forma se diferencian de un modo relativo, no absoluto. Sostuvo además que:
- 1) existe la materia prima, como materia subyacente en toda entitas, contra Tomás de Aquino;[10]
- 2) que no todas las sustancias creadas son compuestos de forma y materia, es decir, que existen sustancias puramente espirituales;[11]
- y 3) que una misma sustancia puede tener más de una forma sustancial; por ejemplo, los seres humanos tienen al menos dos formas sustanciales, el alma y la forma del cuerpo (forma corporeitas).[12]

### Individuación
Abogó por un principio original de «individuación», la "haecceitas" como la unidad última de un individuo único (haecceitas, la "esteidad" de una entidad), en contraposición a la naturaleza común (natura communis), característica existente en cualquier número de individuos. El «principio de individuación» sostiene que las diferencias particulares se deben a la forma, no la materia. Luego, para Escoto que hay siempre diferencias de esencia entre dos cosas individuales diferentes pese a ser de la misma especie, sean materiales o inmateriales. Para Escoto, el axioma que afirma que solo existe el individuo es un principio dominante de la comprensión de la realidad. Para la aprehensión de los individuos, se requiere una cognición intuitiva, que nos da la existencia presente o la no existencia de un individuo, en contraposición a la cognición abstracta. Así, el alma humana, en su estado separado del cuerpo, será capaz de conocer intuitivamente lo espiritual.

### Iluminación
Empeñado en construir un sistema filosófico sólido y coherente, radicado en la tradición agustinista del franciscanismo, abandonó sin embargo la doctrina agustinista de la iluminación por influjo del aristotelismo, que explicaba el conocimiento de las verdades y esencias universales por medio de la abstracción. Pero se aleja de Tomás de Aquino en lo concerniente al conocimiento de las realidades particulares: el entendimiento, para él, conoce directamente las realidades individuales por medio de una intuición inmediata confusa. En oposición a Santo Tomás de Aquino, quien sostenía que la razón y la revelación eran dos fuentes independientes de conocimiento, Duns Scotus sostuvo que no había un conocimiento verdadero de nada cognoscible aparte de la teología basada en la revelación. Así pues, el entendimiento capta abstractivamente lo universal y directa e intuitivamente lo individual. Aquino había reservado ciertas verdades de la revelación como no probables por la razón, y Escoto había ido más allá al colocar a la teología fuera del ámbito de las ciencias. El mayor racionalista de la Edad Media, lógico, teólogo, fraile franciscano, enemigo teórico y religioso de Tomás de Aquino. Autor de la llamada filosofía escotista. En las especulaciones filosóficas de Duns es intenso el influjo de la corriente materialista.

### Voluntarismo
Del agustinismo mantiene el pluralismo de las formas y la primacía de la voluntad sobre el entendimiento (voluntarismo). Según él, la voluntad no tiende necesariamente al bien como postulaba Tomás de Aquino, sino que la esencia de la voluntad es la libertad, y precisamente por ello la voluntad es más perfecta que el entendimiento y superior a él, ya que el entendimiento no es libre para asentir o disentir de las verdades que capta. El entendimiento es una potencia natural, pero la voluntad no lo es. Scoto sostuvo que "nada otro que la voluntad es la causa total de la volición de la voluntad". Dios como concibe Scoto, es la libertad absoluta. Su posicionamiento sobre la preeminencia de la voluntad le acerca a las posiciones teológicas mantenidas por Ockham; de ahí que ambos sean los filósofos claves para comprender el final de la escolástica, y el paso a una nueva etapa.
La ética de Aquino fue criticada por Juan Duns Escoto. Él mantuvo que muchas de las llamadas verdades morales inmutables que señala Aquino son contingentes y dependen de la voluntad de Dios, luego la razón y la revelación no coinciden tanto como Tomás creía. El indeterminismo de Escoto fue ampliado por Guillermo Ockham, quien dejó el camino abierto al escepticismo teológico general.

### Argumento metafísico de la existencia de Dios
El teólogo cristiano medieval Juan Duns Scoto creó unos argumentos metafísicos para la existencia de Dios en su obra Ordinatio. Fueron inspirados por los argumentos de Aquino. Su explicación es larga y se puede resumir de la siguiente manera:

1. Un ser puede ser producido.
2. Algo se produce por sí mismo, por nada o por otro.
3. No por nada, porque nada surge de la nada.
4. No por sí mismo, porque un efecto nunca es causa de sí mismo.
5. Por lo tanto, se produce por otro; lo llamamos A.
6. Si A es el primero, entonces hemos llegado a la conclusión.
7. Si A no es primero, sino también un efecto, volvemos a 2). A se produce por sí mismo, nada u otro.
8. Del 3) y 4) la serie continuará infinitamente o finalmente llegaremos a algo que no tiene nada antes.
9. Una serie ascendente infinita es imposible.
10. Por lo tanto, existe un ser primero A.

Escoto trata inmediatamente con dos objeciones que puede ver: primero, que no puede haber una primera, y segundo, que el argumento se desmorona cuando 1) es cuestionado. Afirma que la regresión de causas esencialmente ordenadas, incluso si existiera, debe haber una primera causa eficiente de esa serie que se encuentre fuera de la serie. Lo segundo que dice puede responderse si la pregunta se reformula utilizando la lógica modal, lo que significa que la primera afirmación es «Es posible que se pueda producir algo».

## Veneración
Duns Scotus fue honrado durante mucho tiempo como Beato por la Orden de los Frailes Menores, así como en las Arquidiócesis de Edimburgo y Colonia. En el siglo XIX se inició el proceso buscando su reconocimiento como tal por parte de la Santa Sede, sobre la base de un cultus immemorabilis, es decir, uno de antigüedad. Fue declarado Venerable por el Papa Juan Pablo II en 1991, quien reconoció oficialmente su culto litúrgico, beatificándolo efectivamente el 20 de marzo de 1993 y estableciendo su fiesta el 8 de noviembre.
En el «Discurso de Ratisbona», pronunciado por Benedicto XVI ante los representantes de la ciencia en el Aula Magna de la Universidad de Ratisbona el 12 de septiembre de 2006, se menciona brevemente el papel de Duns Scoto frente al problema de la relación entre fe y razón; allí el Papa expresó: «es necesario anotar, que en el tardío Medioevo, se han desarrollado en la teología tendencias que rompen [la] síntesis entre espíritu griego y espíritu cristiano. En contraposición al así llamado intelectualismo agustiniano y tomista, con Juan Duns Scoto comenzó un planteamiento voluntarista, que al final llevó a la afirmación de que sólo conoceremos de Dios la "voluntas ordinata". Más allá de ésta existiría la libertad de Dios, en virtud de la cual Él habría podido crear y hacer también lo contrario de todo lo que efectivamente ha hecho».

## Influencia posterior
Debido a la temprana e inesperada muerte de Escoto, dejó una gran cantidad de trabajo en estado inacabado o sin editar. Sus estudiantes y discípulos editaron extensamente sus artículos, a menudo confundiéndolos con trabajos de otros escritores, en muchos casos conduciendo a una mala atribución y una transmisión confusa. La mayoría de los franciscanos del siglo XIII siguieron a Buenaventura, pero la influencia de Escoto (así como la de su archirrival Guillermo de Ockham) se extendió en el siglo XIV. Los teólogos franciscanos de finales de la Edad Media estaban divididos entre los llamados escotistas y ockhamistas. Los seguidores del siglo XIV incluyeron a Francisco de Mayronis, Antonius Andreas, William de Alnwick y Juan de Bassolis (muerto en 1347), supuestamente el alumno favorito de Escoto. Se ha comparado las críticas de Escoto a Aquino con las de Kant a Leibniz.
Su reputación sufrió durante la reforma anglicana, probablemente debido a su asociación con los franciscanos. El siglo XX vio un resurgimiento del interés en Escoto, con una variedad de evaluaciones de su pensamiento. Martín Heidegger escribió en La doctrina de las categorias y del significado en Duns Escoto (1915).

## Obras
- Parva logicalia:

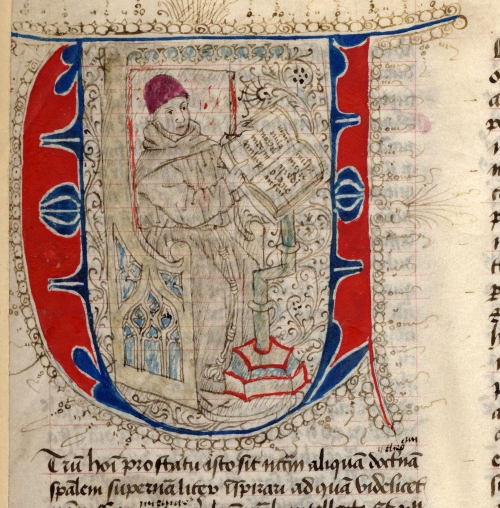
Miniatura de las Quaestiones de Escoto, con un retrato del autor, s. XV.

  - Quaestiones super Porphyrii Isagogem
  - Quaestiones in librum Praedicamentorum
  - Quaestiones in I et II librum Perihermeneias
  - Octo quaestiones in duos libros Perihermeneias
  - Quaestiones in libros Elenchorum
- Lectura
- Quaestiones super libros De anima
- Quaestiones super libros Metaphysicorum Aristotelis
- Expositio super libros Metaphysicorum Aristotelis
- Ordinatio
- Collationes oxonienses et parisienses
- Reportatio parisiensis
- Quaestiones Quodlibetales
- De primo principio
- Theoremata

## Duns Escoto en el cine
La vida de Duns Escoto fue llevada al cine en el filme Duns Scoto, del cineasta Fernando Muraca.